# Chrysogaster inflatifrons
Chrysogaster inflatifrons är en tvåvingeart som beskrevs av Raymond Corbett Shannon 1916. 
Chrysogaster inflatifrons ingår i släktet ängsblomflugor och familjen blomflugor. Inga underarter finns listade i Catalogue of Life.